# Resolució 1548 del Consell de Seguretat de les Nacions Unides
La Resolució 1548 del Consell de Seguretat de les Nacions Unides fou adoptada per unanimitat l'11 de juny de 2004. Després de reafirmar totes les resolucions sobre el conflicte de Xipre, en particular la resolució 1251 (1999), el Consell va prorrogar el mandat de la Força de les Nacions Unides pel Manteniment de la Pau a Xipre (UNFICYP) durant sis mesos addicionals fins al 15 de desembre de 2004.
El Consell de Seguretat va prendre nota de la crida a l'informe del secretari general Kofi Annan per a les autoritats de Xipre i Xipre del Nord per abordar urgentment la situació humanitària de les persones desaparegudes. També va acollir amb satisfacció els esforços per sensibilitzar al personal pel manteniment de la pau de les Nacions Unides en la prevenció i el control del VIH/SIDA i altres malalties, i la intenció del Secretari General de revisar l'operació després del referèndum del Pla Annan el 24 d'abril de 2004.
En l'extensió del mandat de la UNFICYP, la resolució va demanar al Secretari General que informés al Consell sobre l'aplicació de la resolució actual i que revisaria les recomanacions del Secretari General sobre la força. Va expressar la seva preocupació per les violacions del costat turcoxipriota a Strovilia i va demanar el final de les restriccions imposades el 30 de juny de 2000 a les operacions de la UNFICYP i restablir l'estatus "militar" que havia existit abans a aquesta data.